# Livingstonit
Livingstonit je živosrebrov antimonov sulfidni mineral. Pojavlja se v nizko temperaturnih hidrotermalnih žilah skupaj s cinabaritom, antimonitom, žveplom in sadro.   
Prvič je bil opisan leta 1874 na nahajališču Huitzuco de los Figueroa v Mehiki. Ime je dobil po škotskem raziskovalci Afrike Davidu Livingstonu.